# Epigonus occidentalis
Epigonus occidentalis är en fiskart som beskrevs av Goode och Bean, 1896. Epigonus occidentalis ingår i släktet Epigonus och familjen Epigonidae. Inga underarter finns listade i Catalogue of Life.